# ایتالیا کونتی
ایتالیا امیلی استلا کونتی (انگلیسی: Italia Emily Stella Conti؛ ۱۸۷۳ – ۸ فوریهٔ ۱۹۴۶) بازیگر انگلیسی و بنیان‌گذار آکادمی هنرهای تئاتر ایتالیا کونتی در لندن بود.

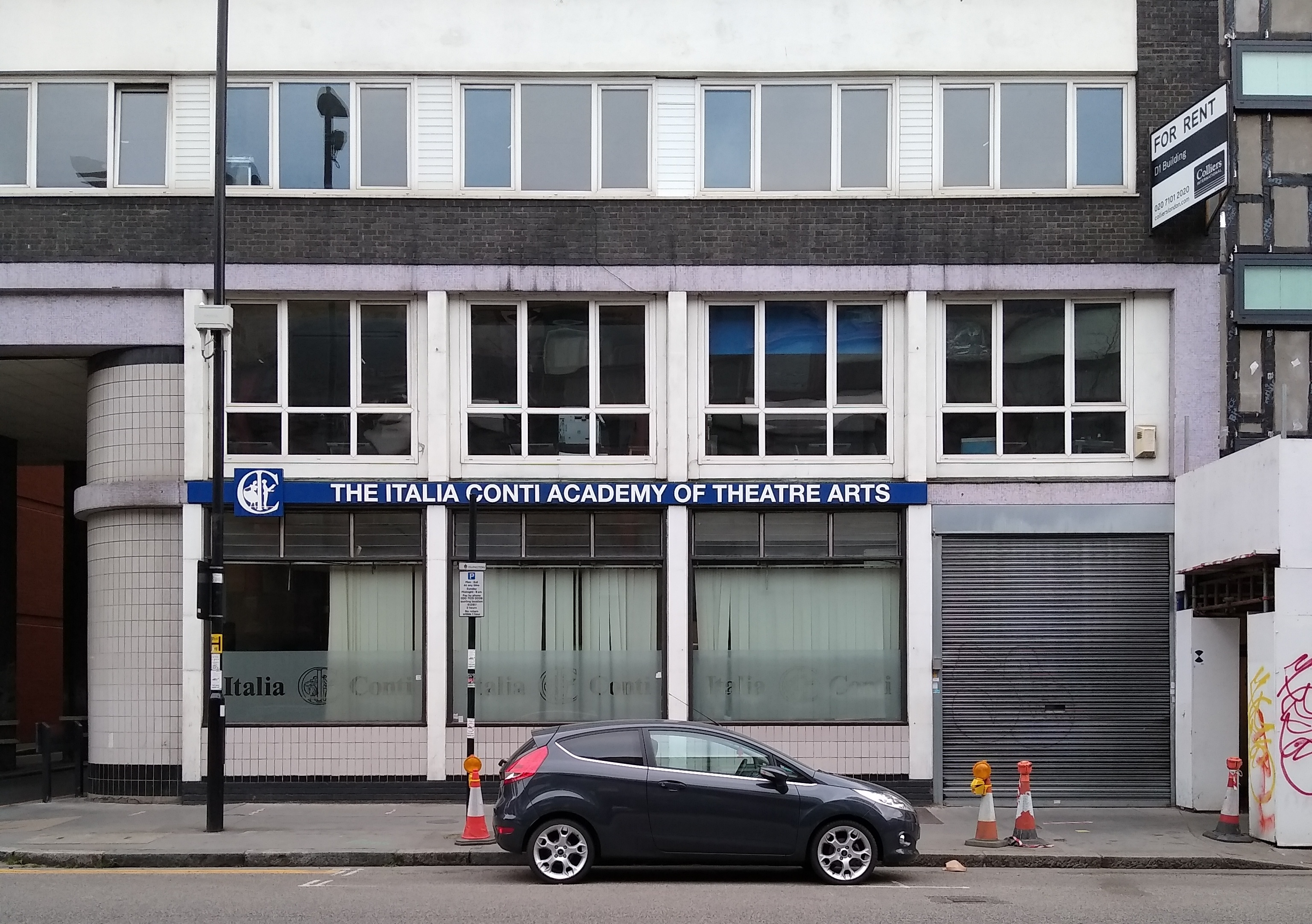
آکادمی هنرهای تئاتر ایتالیا کونتی در لندن.

## زندگی
ایتالیا کونتی در سال ۱۸۷۳ در لندن متولد شد، دختر لوئیجی کونتی، خواننده اپرا و عضو گروه اکسپدیشن میل گاریبالدی بود.